# 赵顷霖
赵顷霖（1954年12月—），男，汉族，河南获嘉人，中华人民共和国政治人物、第十一届全国人民代表大会河南地区代表。

## 生平
毕业于开封师范学院政教专业。1980年10月加入中国共产党。曾任获嘉县县长、新乡市副市长、河南省林业厅厅长、平顶山市长、市委书记。2008年起担任全国人大代表。2013年7月任河南省委农村工作领导小组副组长。